# Poste (quartier)
Poste (parfois appelé Annappes-Poste) est un quartier de la ville de Villeneuve-d'Ascq dans le département du Nord.

## Dénomination
Le quartier doit son nom à la poste d'Annappes qui y est implantée.

## Géographie

### Délimitation
Le quartier, de forme trapézoïdale, est cerné par la rue de la Station, la rue de Lille, la voie ferrée et le boulevard du Breucq.

## Histoire
Autrefois, le territoire du quartier faisait partie de la commune d'Annappes.
Le quartier, antérieur à la création de la ville de Villeneuve-d'Ascq, a été construit entre 1958 et 1970, en même temps que celui de la Résidence.
Le 2 novembre 1995, dans le cadre de l'enquête sur la vague d'attentats commis en France en 1995, le terroriste Smaïn Aït Ali Belkacem est arrêté par des hommes des Renseignements généraux en pleine nuit dans son appartement de la Poste (près de l'école Corneille),, ainsi que des complices. Une panoplie d'artificier a été trouvée dans son appartement,. Pour les policiers, Smaïn Aït Ali Belkacem faisait partie d'un réseau islamiste dormant, activé depuis la mort de Khaled Kelkal.  Il était le chef du réseau nordiste et était assisté par Mohamed Drici et Ali Benfattoum,,, également arrêtés puis condamnés.
En mars 2007 a débuté la construction de la Grande Mosquée de Villeneuve d'Ascq dans le quartier, sur le parking P10 situé rue Baudouin IX, parking de 7000 m² construit initialement pour le Stadium Nord et servant à longueur de journées aux motos-écoles.

## Urbanisme
Le quartier a été créé en tant que Zone à urbaniser en priorité (ZUP). En 2015, il devient un quartier prioritaire intégrant également la résidence du Terroir. Il compte 2 861 habitants en 2018 pour un taux de pauvreté de 43 %.

## Sites remarquables

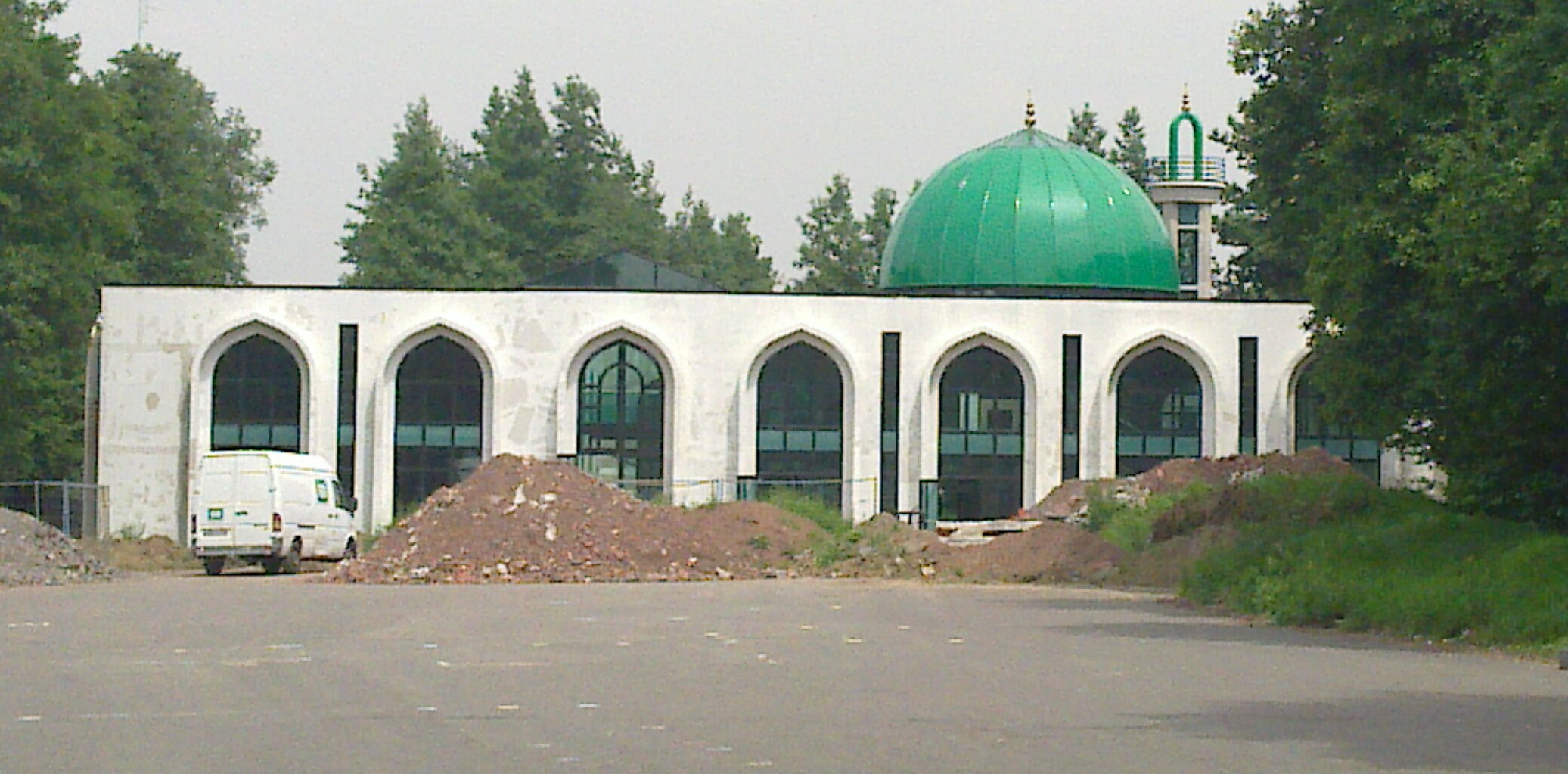
La grande mosquée.

- Grande Mosquée de Villeneuve d'Ascq
- Les Orchidées, maison d’accueil pour personnes âgées dépendantes.

## Transport
- Le quartier est desservi par Ilévia par la ligne de bus 13.